# Guido II. von Montlhéry
Guido II., genannt Troussel/Trousseau, (franz.: Gui de Montlhéry; † nach 1110) war Herr von Montlhéry und Chevreuse aus dem Haus Montlhéry.
Er war der Sohn des Milon I. von Montlhéry und der Vizegräfin Lithuise von Troyes. Sein jüngerer Bruder war Milon II. von Montlhéry. Zur Unterscheidung von seinem Onkel, Guido dem Roten, Graf von Rochefort, wird er auch als Guido III. bezeichnet.
Guido nahm am ersten Kreuzzug teil, wo er aber während der Belagerung von Antiochia desertierte und in die Heimat zurückkehrte. Abt Suger berichtet, dass Guido darauf völlig entehrt aus der Feudalgesellschaft ausgestoßen wurde. Weil er aus gesundheitlichen Gründen nicht am Kreuzzug von 1101 teilnehmen konnte, zogen sein Vater und Onkel mit, um die Familienehre wiederherzustellen; der Vater starb dabei, wodurch Guido dessen Herrschaft erbte.
Aus seiner Ehe mit der Dame Mabille hatte Guido eine Tochter namens Elisabeth. Um 1104 stimmte er deren Verheiratung mit dem Königssohn Philipp von Mantes zu, dem er zugleich die Burg Montlhéry übergab. Letztmals wird Guido in einer um 1110 ausgestellten Urkunde der Abtei Notre-Dame von Longpont-sur-Orge genannt.

## Weblink
- Gui (III) "Troussel" bei fmg.ac (englisch)

| Vorgänger | Amt                          | Nachfolger                          |
| --------- | ---------------------------- | ----------------------------------- |
| Milon I.  | Herr von Montlhéry 1102–1108 | Philipp von Mantes (de iure uxoris) |

| Personendaten    | Personendaten                |
| ---------------- | ---------------------------- |
| NAME             | Guido II. von Montlhéry      |
| ALTERNATIVNAMEN  | Gui II Troussel de Montlhéry |
| KURZBESCHREIBUNG | Herr von Montlhéry           |
| GEBURTSDATUM     | 11. Jahrhundert              |
| STERBEDATUM      | nach 1110                    |